# Нада Тешановић
Нада Тешановић (Бања Лука, 11. јул 1952) хрватски је политичар и економиста. Садашњи је предсједавајући Вијећа народа Републике Српске и функционер Савеза независних социјалдемократа (СНСД). Бивша је министарка за породицу, омладину и спорт Републике Српске.

## Биографија
Рођена је 1952. у Бањој Луци. У Бањој Луци је завршила основну и Гимназију, а Економски факултет у Загребу. Ради као професор економске групе предмета у Економској школи у Бањој Луци. Била је одборник Скупштине града Бања Лука 2000. године, а двије године касније је изабрана за посланика у Народној скупштини Републике Српске. Године 2006. била је потпредседник Народне скупштине Републике Српске. Нада Тешановић је потпредседник Савеза независних социјалдемократа. На положај министарке за породицу, омладину и спорт Републике Српске изабрана је 29. децембра 2010. године.

## Награде
- Орден Његоша II реда